# Alexander Scheer

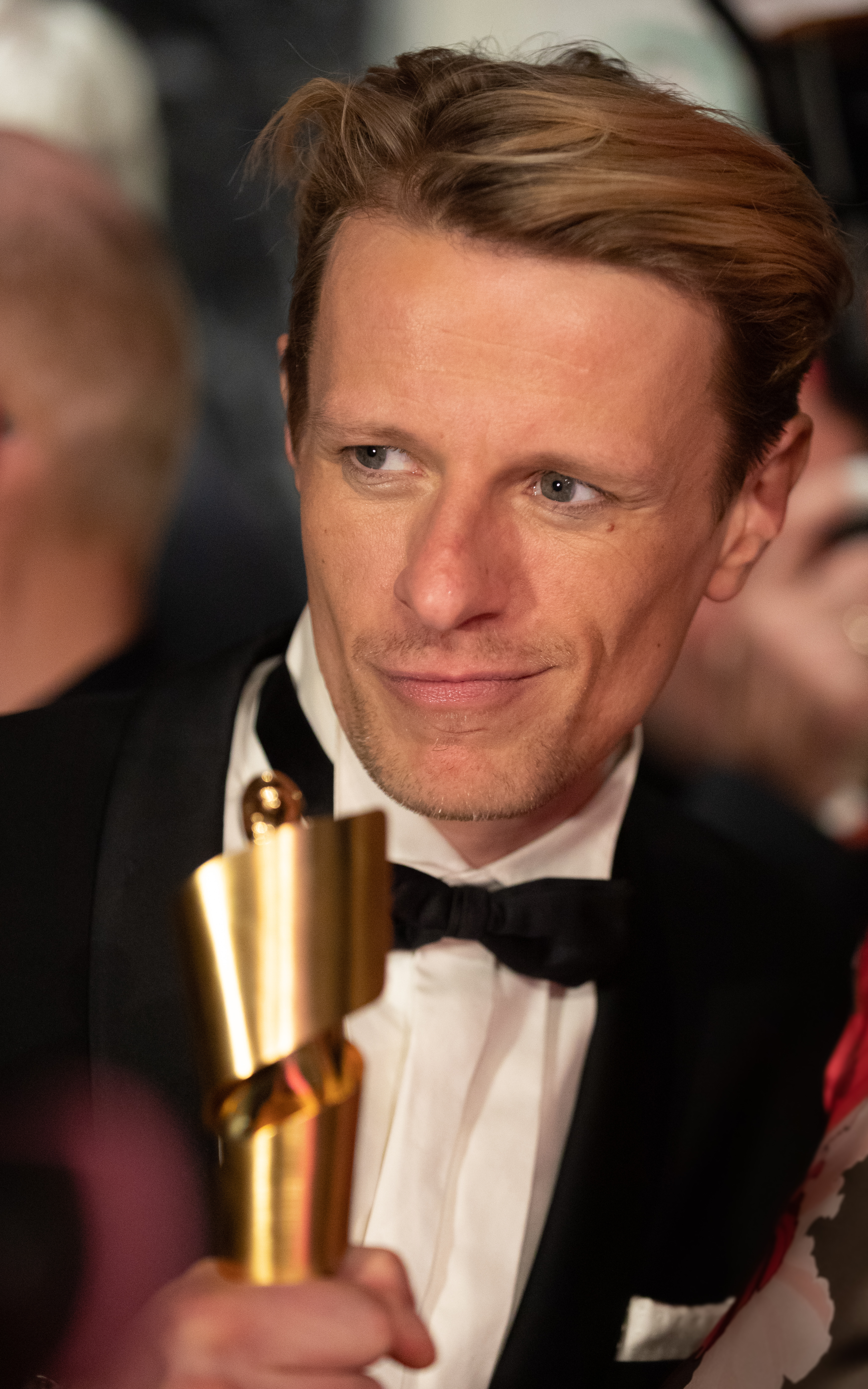
Alexander Scheer beim Deutschen Filmpreis 2019, mit der Lola für seine Hauptrolle in Gundermann

Alexander Scheer (* 1. Juni 1976 in Ost-Berlin) ist ein deutscher Schauspieler und Musiker. Scheer hat vor allem Erfolge als Darsteller von Musikern, er porträtierte sowohl Keith Richards, Blixa Bargeld, Gerhard Gundermann und David Bowie als auch andere historische Personen wie Josef Terboven, Wilhelm Weitling, Manfred Eicher, Friedrich Nietzsche, Hermann Langhe, Andy Warhol, Dieter Degowski, Johannes Weinrich, Bernhard Docke, Harald Poelchau und Christiaan Barnard.

## Leben
Scheer, Sohn eines Abteilungsleiters im Ost-Berliner Rechenzentrum, besuchte das Ost-Berliner Georg-Friedrich-Händel-Gymnasium mit dem Schwerpunkt Musik. Neben dem Gesang spielte er in verschiedenen Bands Klavier und Schlagzeug. Ein erstes kleines Schauspieldebüt gab er 1988 im TV-Kinder-Musical Kai aus der Kiste. Er ging nach der 11. Klasse von der Schule ab und anschließend wechselnden beruflichen Beschäftigungen nach. Er trat in diesem Zeitraum auch als Darsteller in Produktwerbungen auf und drehte mit Freunden eigene Amateurfilme. Die Filmreihe „American Showdown“ von André Jagusch, bei der Scheer vor der Kamera stand, wurde ein kleiner Festival-Hit und lief beispielsweise auf der Werkstatt der Jungen Filmszene und beim Open Air Filmfest Weiterstadt. Bei einem Casting wurde er von Regisseur Leander Haußmann entdeckt, der ihn in seinem Film Sonnenallee besetzte. Nach den Dreharbeiten folgte Scheer Haußmann ans Schauspielhaus Bochum. Dort spielte er unter anderem in Theaterstücken wie Viel Lärm um Nichts, Leonce und Lena und Der Sturm.

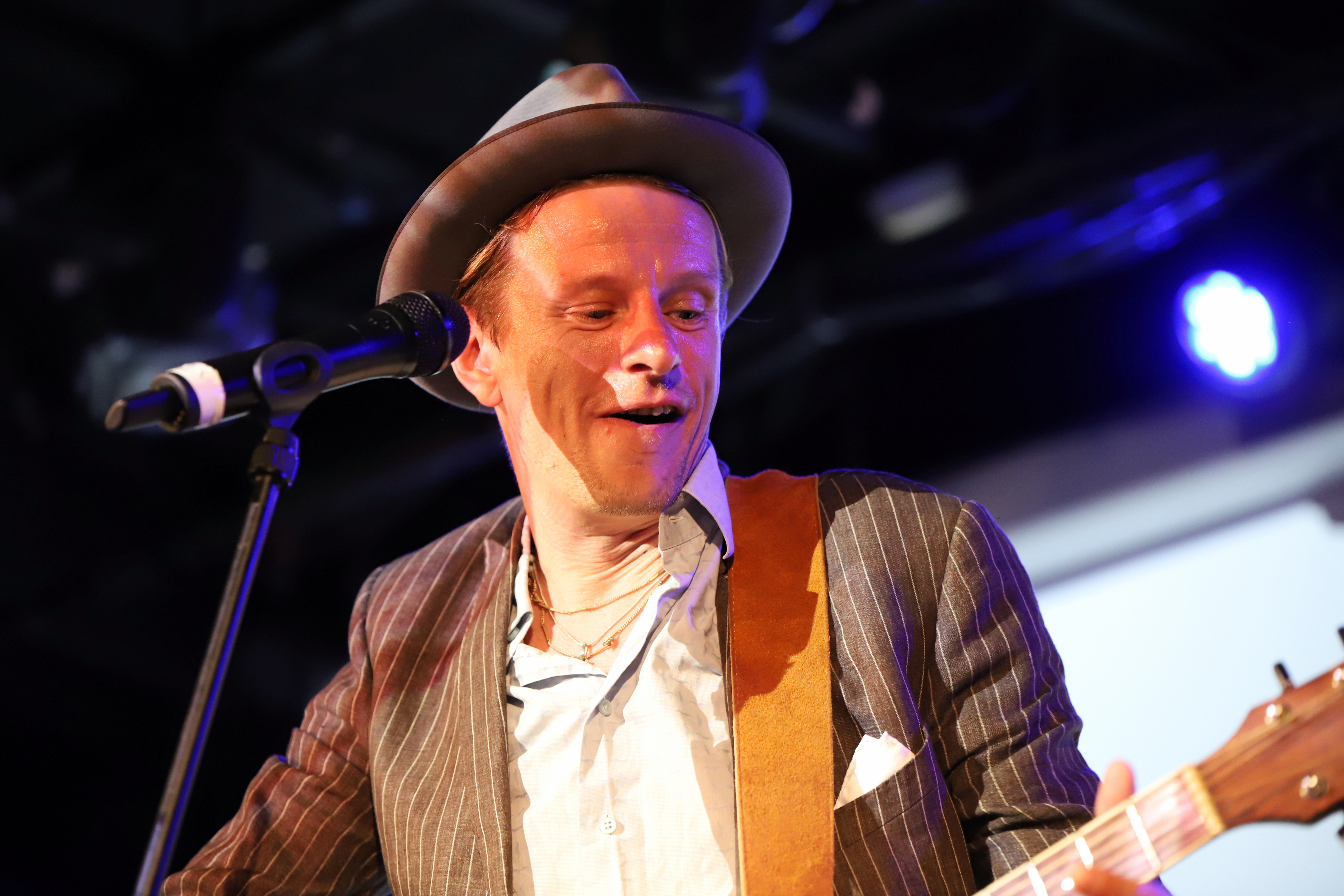
Alexander Scheer singt 2019 in Madrid anlässlich der Vorstellung des Films Gundermann dessen Lieder

In der Folge arbeitete er mit Regisseuren wie Christoph Marthaler, Frank Castorf oder Stefan Pucher und trat in Inszenierungen wie „Berlin Alexanderplatz“ und „Der Idiot“ an der Volksbühne Berlin und „Die Möwe“ am Schauspielhaus in Hamburg auf. Für seine schauspielerische Leistung wurde er mit dem Ulrich-Wildgruber-Preis ausgezeichnet. Für die Verkörperung des englischen Shakespeare-Darstellers Edmund Kean in Frank Castorfs gleichnamiger Volksbühneninszenierung von 2009 wurde Alexander Scheer von der Theaterzeitschrift Theater Heute zum Schauspieler des Jahres gewählt. Neben seinen Theaterengagements war er auch in nationalen wie internationalen Filmproduktionen wie Viktor Vogel – Commercial Man, Das wilde Leben, Mrs. Ratcliffe's Revolution oder Carlos – Der Schakal zu sehen, welcher 2010 auf den Filmfestspielen in Cannes Premiere feierte.
Für die Vorbereitung auf die Darstellung des Keith Richards im Film Das Wilde Leben gründete Scheer die Band The Rockboys, die einen Sommer lang Konzerte spielte. 2007 stieg er als Gitarrist bei Jan Opoczynski in dessen Band Der Internationale Wettbewerb ein. Im darauf folgenden Jahr wurde er Frontmann der Wiener Band Gruppe Pegel. 2009 war er als Percussionist mit The Whitest Boy Alive in Europa auf Tour. 2012 trat er als Mephisto in Goethes Tragödie Faust I auf.
Scheer spielte insgesamt 16 Jahre unter Castorf an der Volksbühne. Der Entscheidung des Berliner Kulturstaatssekretärs Tim Renner, Castorfs Vertrag als Intendant nicht zu verlängern, stand er kritisch gegenüber. Er bat Renner danach, das Theater nicht mehr zu betreten. Als er ihm 2018 dort nach einer Filmvorführung begegnete, schüttete er ihm ein Glas Bier über den Kopf.
In Andreas Dresens Filmbiografie Gundermann über den ostdeutschen Liedermacher, Rockmusiker und Baggerführer Gerhard Gundermann spielte Scheer die Titelrolle, wobei er alle Lieder selbst sang. Für diese Rolle wurde er mit dem Deutschen Filmpreis 2019 als Bester Hauptdarsteller ausgezeichnet.
In der Serie Wir Kinder vom Bahnhof Zoo verkörperte er den britischen Musiker David Bowie. Im Jahr 2022 gewann er für seine Nebenrolle des Bernhard Docke in Andreas Dresens Kinofilm Rabiye Kurnaz gegen George W. Bush erneut den Deutschen Filmpreis.
Scheer lebt in Berlin. Er war lange mit der Modedesignerin Esther Perbandt liiert.

## Filmografie (Auswahl)

### Filme
- 1988: Kai aus der Kiste
- 1999: Sonnenallee
- 2001: Mein Bruder der Vampir
- 2001: Viktor Vogel – Commercial Man
- 2001: Es ist nie zu spät (J’ai tué Clémence Acéra)
- 2003: Hamlet_X
- 2005: Othello
- 2006: Brennendes Herz (Fernsehfilm)
- 2007: Das wilde Leben
- 2007: Meine fremde Tochter (Fernsehfilm)
- 2008: Tangerine
- 2008: Der Heckenschütze (Fernsehfilm)
- 2009: 12 Meter ohne Kopf
- 2009: Mörder kennen keine Grenzen (Fernsehfilm)
- 2010: Carlos – Der Schakal (Carlos)
- 2010: Im Alter von Ellen
- 2011: Als der Weihnachtsmann vom Himmel fiel
- 2011: Schief gewickelt (Fernsehfilm)
- 2012: Nachtschicht – Geld regiert die Welt (Fernsehfilm)
- 2012: Eine Hand wäscht die andere (Fernsehfilm)
- 2013: Westen
- 2014: Quatsch und die Nasenbärbande
- 2015: Tod den Hippies!! Es lebe der Punk
- 2016: Schrotten
- 2016: Lou Andreas-Salomé
- 2016: Tschick
- 2016: Goodbye Berlin
- 2017: Der junge Karl Marx (Le jeune Karl Marx)
- 2017: Schnitzel geht immer (Fernsehfilm)
- 2017: Pirates of the Caribbean: Salazars Rache (Pirates of the Caribbean: Dead Men Tell No Tales)
- 2018: Gladbeck (Fernsehfilm)
- 2018: Gundermann
- 2018: Wach
- 2019: Niemandsland – The Aftermath (The Aftermath)
- 2020: Enfant Terrible
- 2021: Blood Red Sky
- 2022: Stasikomödie
- 2022: Rabiye Kurnaz gegen George W. Bush
- 2022: Das Wunder von Kapstadt (Fernsehfilm)
- 2023: Blood & Gold
- 2023: Geschlechterkampf – Das Ende des Patriarchats
- 2024: In Liebe, Eure Hilde
- 2025: Köln 75
- 2025: Leonora im Morgenlicht (Leonora in the Morning Light)

### Serien
- 1999: Tatort: Tödliches Labyrinth (Fernsehreihe)
- 2003–2005: Berlin, Berlin (Fernsehserie, 60 Folgen)
- 2004: SK Kölsch (Fernsehserie, Folge Schmock)
- 2005: Der Adler – Die Spur des Verbrechens – Codename: Kronos (Ørnen: En krimi-odyssé – Kodenavn: Kronos, Fernsehreihe)
- 2009: Stralsund – Mörderische Verfolgung (Fernsehreihe)
- 2012: Nachtschicht – Geld regiert die Welt (Fernsehreihe)
- 2014: Alarm für Cobra 11 – Die Autobahnpolizei (Fernsehserie, Folge Revolution)
- 2014: Letzte Spur Berlin (Fernsehserie, Folge Machtspiele)
- 2014: Tatort: Im Schmerz geboren (Fernsehreihe)
- 2015: Tatort: Niedere Instinkte (Fernsehreihe)
- 2015: Kommissar Marthaler – Ein allzu schönes Mädchen (Fernsehreihe)
- 2015: Blochin – Die Lebenden und die Toten (Fernseh-Mehrteiler)
- 2016: Nachtschicht – Ladies First (Fernsehreihe)
- 2016: Morgen hör ich auf (Fernsehserie, 3 Folgen)
- 2018: Blochin – Das letzte Kapitel
- 2020–2023: Sløborn (Fernsehserie, 20 Folgen)
- 2020: Hausen (Fernsehserie)
- 2021: Wir Kinder vom Bahnhof Zoo (Fernsehserie, 2 Folgen)
- 2022: Das Haus der Träume
- 2022: Ze Network

## Theater (Auswahl)
- 1999: Viel Lärm um nichts von William Shakespeare als der Neue am Schauspielhaus Bochum (Regie: Leander Haußmann)
- 1999–2000: Leonce und Lena von Georg Büchner als König Peter am Schauspielhaus Bochum (Regie: Stefan Mayer)
- 1999–2000: Der Sturm von William Shakespeare als Isis am Schauspielhaus Bochum (Regie: Jürgen Kruse)'
- 2000–2005: Die Möwe von Anton Tschechow als Konstantin Gawrilowitch Treplew am Deutschen Schauspielhaus Hamburg (Regie: Stefan Pucher)
- 2002–2004: Leonce und Lena von Georg Büchner als Leonce am Deutschen Schauspielhaus Hamburg (Regie: Stefan Pucher)
- 2002–2006: Der Idiot von Fjodor Dostojewski als Ippolit Terentjew an der Volksbühne, Berlin (Regie: Frank Castorf)
- 2004–2006: Kokain von Pitigrilli als Pietro Nocera an der Volksbühne, Berlin (Regie: Frank Castorf)
- 2004–2009: Othello von William Shakespeare als Othello am Deutschen Schauspielhaus Hamburg (Regie: Stefan Pucher)
- seit 2005: Berlin Alexanderplatz von Alfred Döblin als Herbert an der Volksbühne, Berlin (Regie: Frank Castorf)
- seit 2009: Antonius und Cleopatra von William Shakespeare als Caesar am Burgtheater Wien (Regie: Stefan Pucher)
- seit 2011: Der Spieler von Fjodor Dostojewskij als Alexej Iwanowitsch an der Volksbühne, Berlin (Regie: Frank Castorf)
- 2012: Faust von Goethe als Mephistopheles am Schauspiel Frankfurt (Regie: Stefan Pucher)
- 2015: Die Brüder Karamasow von Fjodor Dostojewskij als Iwan Fjodorowitsch an der Volksbühne, Berlin (Regie: Frank Castorf)
- 2017: Faust von Goethe als Anaxagoras / Lord Byron an der Volksbühne, Berlin (Regie: Frank Castorf)
- 2018: Lazarus, Musical von David Bowie und Enda Walsh, als Newton am Deutschen Schauspielhaus Hamburg (Regie: Falk Richter)

## Hörspiele (Auswahl)
- 2005: Jörg Böckem: Laß mich die Nacht überleben, Roof Music
- 2005: Ermanno Cavazzoni: Kurze Lebensläufe der Idioten, Wagenbach
- 2009: Kai-Uwe Kohlschmidt: Im Feuer, Regie: Kai-Uwe Kohlschmidt (HR)
- 2009: Kai-Uwe Kohlschmidt: Leichhardt, Regie: Kai-Uwe Kohlschmidt (rbb)
- 2013: Kai-Uwe Kohlschmidt: Insorbia, Regie: Kai-Uwe Kohlschmidt (rbb)
- 2013: Henri Alain-Fournier: Der große Meaulnes – Regie: Leonhard Koppelmann (Hörspiel – DLF)
- 2013: E. M. Cioran: Vom Nachteil, geboren zu sein – Regie: Kai Grehn (Hörspiel – SWR)
- 2015: David Zane Mairowitz: Hornissengedächtnis – Regie: David Zane Mairowitz (Hörspiel – SRF/ORF)
- 2017: Kai-Uwe Kohlschmidt: Detzman walking, Regie: Kai-Uwe Kohlschmidt (rbb)

## Auszeichnungen
- 2006: Deutscher Theaterpreis Der Faust Nominierung für Beste darstellerische Leistung Schauspiel
- 2008: Ulrich-Wildgruber-Preis für „Originalität und darstellerische Bestleistung“
- 2009: Schauspieler des Jahres für Kean, Theater Heute
- 2018: Darstellerpreis des Günter-Rohrbach-Filmpreises für Gundermann
- 2019: Bayerischer Filmpreis 2018 für Gundermann[6]
- 2019: Kunstpreis Berlin für Darstellende Kunst[7]
- 2019: Deutscher Filmpreis 2019 – Beste männliche Hauptrolle für Gundermann
- 2022: Deutscher Filmpreis – Beste männliche Nebenrolle für Rabiye Kurnaz gegen George W. Bush